# Distrikt Salaverry
Der Distrikt Salaverry liegt in der Provinz Trujillo in der Region La Libertad in West-Peru.
Der 295,88 km² große Distrikt wurde am 4. Januar 1879 gegründet. Beim Zensus 2017 lebten 18.944 Einwohner im Distrikt. Im Jahr 1993 lag die Einwohnerzahl bei 8278, im Jahr 2007 bei 13.892. Verwaltungssitz ist die 13 km südsüdöstlich von Trujillo gelegene Hafenstadt Salaverry. Die Nationalstraße 1N (Panamericana) führt durch den Distrikt.

## Geographische Lage
Der Distrikt Salaverry liegt im Süden der Provinz Trujillo. Er reicht von der Pazifikküste über die wüstenhafte Küstenebene bis zu den Bergen der peruanischen Westkordillere. Diese erreicht im Osten des Distrikts Höhen von über 1400 m. Der Distrikt Salaverry besitzt eine etwa 23,5 km lange Küstenlinie am Pazifischen Ozean und reicht bis zu 16 km ins Landesinnere. Der Distrikt grenzt im Nordwesten an den Distrikt Moche, im Norden an den Distrikt Laredo sowie im Osten und Südosten an den Distrikt Virú der Provinz Virú.